# Escobaria sandbergii
Escobaria sandbergii ist eine Pflanzenart in der Gattung Escobaria aus der Familie der Kakteengewächse (Cactaceae). Das Artepitheton sandbergii ehrt den US-Amerikaner George Sandberg, einen Angestellten des White Sands Missile Range, der die Art entdeckte.

## Beschreibung
Escobaria sandbergii wächst gelegentlich einzeln, meist jedoch in Gruppen mit bis zu 20 und mehr Trieben. Die zylindrischen Triebe erreichen bei Durchmessern von 4 bis 7 Zentimetern Wuchshöhen von 5 bis  12 Zentimeter. Sie sind dicht bedornt. Ihre konischen Warzen sind 5 bis 12 Millimeter lang und (fast) auf der ganzen Länge gefurcht. Die sechs bis 20 weißen Mitteldornen besitzen eine dunklere Spitze und weisen Längen von bis zu 3 Zentimeter auf. Die 23 bis 55 schlanken, weißen Randdornen sind borstenartig und 0,5 bis 1,1 Zentimeter lang.
Die hell- bis mittelrosafarbenen Blüten sind 0,3 bis 1,5 Zentimeter lang und erreichen Durchmesser von 1,7 bis 2,5 Zentimeter. Die grünen bis gelblich grünen Früchte sind 0,8 bis 2 Zentimeter lang.

## Systematik und Verbreitung
Escobaria sandbergii ist in den Vereinigten Staaten von Amerika in den San Andres Mountains im Bundesstaat New Mexico in Höhenlagen von 1800 bis 2300 Metern verbreitet. 
Die Erstbeschreibung durch Edward Franklin Castetter, Prince Pierce und Karl Henry Schwerin wurde 1975 veröffentlicht. Ein nomenklatorisches Synonym ist Escobaria sneedii subsp. sandbergii (Castetter, P.Pierce & K.H.Schwer.) Lüthy (1999).

## Nachweise